# Alte Synagoge (Osnabrück)

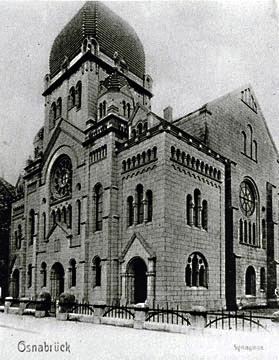
Die Alte Synagoge, Rolandstraße 3–5, um 1910

Die Synagoge in der Rolandstraße, retrospektiv als Alte Synagoge bezeichnet, war die Synagoge der jüdischen Gemeinde in Osnabrück in der ersten Hälfte des 20. Jahrhunderts. Die Synagoge wurde am 9. November 1938, während des Novemberpogroms, in Brand gesetzt. Am selben Tag wurde der Abriss verfügt.

## Geschichte
Bereits seit dem Mittelalter hatte es in Osnabrück Synagogen gegeben. Eine befand sich in der Schweinestraße, die später in Marienstraße umbenannt wurde, eine weitere in der Redlingerstraße. Beide sind nicht erhalten. Auf dem Grundstück Rolandstraße 3–5 (jetzt „Alte-Synagogen-Straße“) errichtete der Kölner Architekt Sigmund Münchhausen im Auftrag der jüdischen Gemeinde von Osnabrück im Stil des Historismus die mehrgeschossige Synagoge mit Kuppel in direkter Nachbarschaft des Regierungsgebäudes. Der Grundstein für die Synagoge wurde am 12. September 1905 gelegt, eingeweiht wurde sie am 13. September 1906. Die Synagoge trennte Männer und Frauen und war mit einer Orgel ausgestattet. Auf dem Grundstück der Gemeinde befand sich außerdem die jüdische Schule in einem gesonderten vierstöckigen Gebäude, das auch Wohnungen enthielt.
Die unmittelbare Nachbarschaft von Synagoge und Schule zum Regierungsgebäude weckte ab 1937 Begehrlichkeiten der Stadt und des Regierungspräsidenten in Osnabrück. Das Regierungsgebäude war zwischen 1893 und 1896 als Sitz der Königlich-Preußischen Regierung im Stil der Neorenaissance am Kanzlerwall (heute Heger-Tor-Wall) gebaut worden und diente nach dem Zweiten Weltkrieg als Sitz der Bezirksregierung Osnabrück, bis die Stadt 1978 den Status des Regierungssitzes verlor.

### 1937 bis 1938
Die jüdische Gemeinde geriet mit Beginn der Zeit des Nationalsozialismus in wachsende Bedrängnis, durch Verfolgung ihrer Angehörigen oder deren Emigration. Bereits seit 1937 gab es Bestrebungen in Osnabrück, der Geheimen Staatspolizei (Gestapo), die ihren Sitz im Westflügel des Osnabrücker Schlosses hatte sowie über fünf Haft- und Folterzellen im Keller verfügte, mehr Raum zur Verfügung zu stellen. So sollte am Schloss ein Gefangenenhof eingerichtet werden, zudem sollten Garagen gebaut werden. Der Osnabrücker Oberbürgermeister Erich Gaertner schlug außerdem vor, das am Schloss „[…] noch mit Lagerschuppen bebaute Gelände in eine von der Stadt anzulegende und zu unterhaltende Freifläche einzubeziehen […]“. Zugleich sollte das Regierungsgebäude erweitert werden. Dafür wollte die Stadt das benachbarte Synagogengebäude, wie in einem Vermerk des Finanzministeriums festgehalten wurde, von der „nicht mehr leistungsfähigen jüdischen Gemeinde zum Preise von etwa 74.000 RM“ kaufen und „dem Staat gegen eine Abfindung von 10.000 RM für das rd. 1600 m² große Grundstück zur Verfügung (zu) stellen, das nach Abbruch des Synagogengebäudes die einzige Möglichkeit einer für alle Zeit ausreichenden Erweiterung der Regierung bietet“. Eine Ortsbegehung hatte nach dem Vermerk des Finanzministeriums bereits am 20. Juni 1938 stattgefunden.

### Brandstiftung, Abriss und Zwangsversteigerung des Grundstücks
In der Nacht vom 9. auf den 10. November 1938 (Reichspogromnacht) wurde die Synagoge von SA-Trupps geschändet, geplündert und anschließend in Brand gesetzt. Die örtliche Feuerwehr rückte zwar an, wurde jedoch von der SA an den Löscharbeiten gehindert und schützte nur die umstehenden Gebäude vor einem Übergreifen der Flammen. 90 Gemeindemitglieder wurden am selben Tag zunächst in den Zellen des Gestapokellers inhaftiert und wenige Tage später ins Konzentrationslager Buchenwald deportiert. Die Synagoge war durch den Brand beschädigt, nicht jedoch komplett zerstört worden. Oberbürgermeister Erich Gaertner fand aber „baupolizeiliche Gründe“, noch am Tag der Brandstiftung den Abriss des Gebäudes zu verfügen.
Die Stadtsparkasse Osnabrück, bei der die Gemeinde eine Hypothek in Höhe von 18.254,11 Reichsmark aufgenommen hatte, beantragte am 11. November 1938 einen Zahlungsbefehl über 2.000 Reichsmark. Die Gemeinde konnte den Betrag nicht aufbringen, worauf die Stadtsparkasse am 14. November 1938 die Zwangsvollstreckung beantragte. Die Zwangsversteigerung von Synagoge und Schulgebäude wurde für den 2. März 1939 angesetzt. Der Wert des Grundstücks wurde gerichtlich auf 65.000 Reichsmark festgelegt.
Den Zuschlag erhielt die Stadtsparkasse für 850 Reichsmark. Sie übergab das Grundstück mit Vertrag vom 23. November 1939 an die Regierung für deren Erweiterungsbau; die entstandenen Kosten ersetzte die Stadt der Sparkasse. Im Gegenzug überschrieb die Regierung der Stadt Osnabrück die gewünschten Flächen am Schloss.
Im Schulgebäude wurden Büros der Hitlerjugend sowie der Kriegsgräberfürsorge eingerichtet. Die Wohnräume und das Dach wurden provisorisch instand gesetzt. Die Erweiterung des Regierungsgebäudes wurde zunächst verschoben.

### Nach Ende des Zweiten Weltkriegs
Nach Ende des Zweiten Weltkriegs gründete sich die Israelitische Gemeinde im Oktober 1945 neu, erhielt das Grundstück „bis zum endgültigen Eigentumsübergang“ vorläufig zurück und nutzte das Schulgebäude als Bet- und Wohnhaus. Im November 1949 beantragte die Gemeinde die offizielle Rückerstattung, scheiterte jedoch an Plänen der Regierung, die weiter auf Erweiterung ihres Gebäudes setzte und städtebauliche Gründe vorschob. 1952 wurde das Grundstück der Jewish Trust Corporation übertragen, die mit der Israelitischen Gemeinde in Konflikt über die Verwendung des Grundstücks geriet. 1954 kaufte die Regierung das Grundstück von der Jewish Trust Corporation und fügte dem bestehenden Regierungsgebäude einen Anbau an, der an der Alte-Synagogen-Straße liegt.
1967 bis 1969 baute die Israelitische Gemeinde eine neue Synagoge mit Gemeindezentrum und Wohnungen in der Straße „In der Barlage“ im Stadtteil Weststadt. Der Frankfurter Architekt Hermann Guttmann plante die Synagoge im orthodoxen Stil mit Trennung von Frauen und Männern. Der Grundstein wurde am 11. Dezember 1967 gelegt; eingeweiht wurde der Komplex am 1. Juni 1969. 2008/2010 wurde die Synagoge für 3,6 Millionen Euro erweitert, nachdem die Gemeinde nach 1991 durch Zuzug von Kontingentflüchtlingen aus den Staaten der ehemaligen Sowjetunion auf mehr als 1000 Mitglieder gewachsen war.

## Felix Nussbaum und die Synagoge

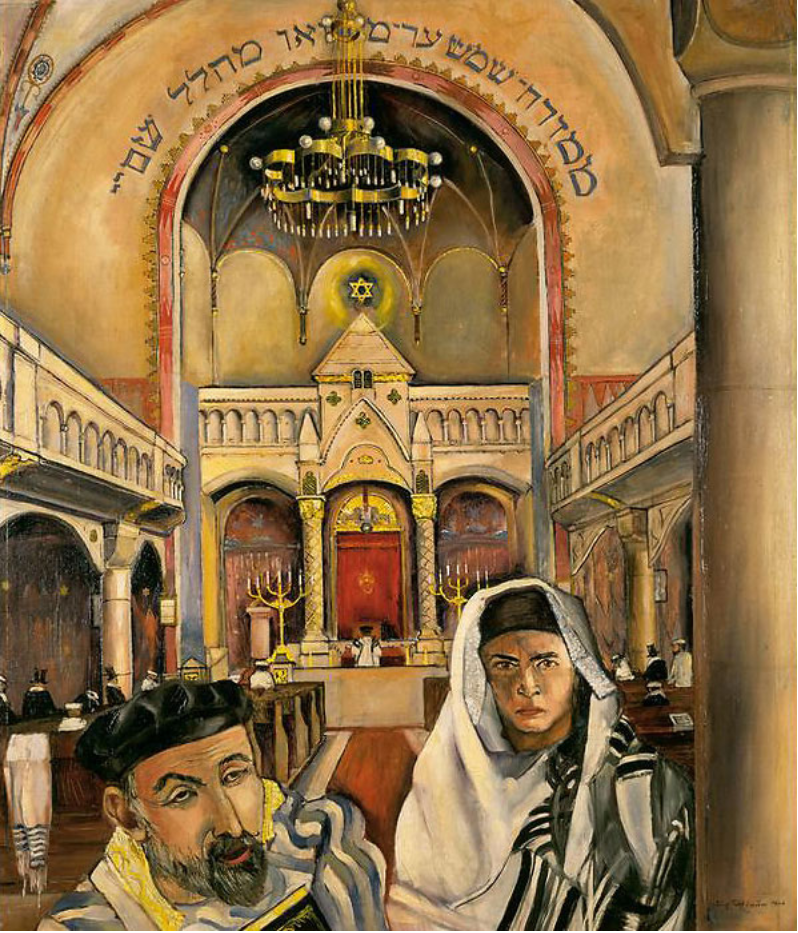
Die beiden Juden (Inneres der Synagoge in Osnabrück). Felix Nussbaum 1926.

Der 1904 in Osnabrück geborene Maler Felix Nussbaum, der 1944 im Konzentrationslager Auschwitz ermordet wurde, porträtierte sich 1926 zusammen mit dem Vorbeter Elias Abraham Gittelsohn in der Synagoge. Das Bild trägt den Titel „Die beiden Juden (‚Inneres der Synagoge in Osnabrück‘)“ und stellt die Synagoge detailgenau dar. Das Gemälde gehört als Leihgabe zur Sammlung des Felix-Nussbaum-Hauses in Osnabrück. Das von Daniel Libeskind gebaute und 1998 fertiggestellte Museum weist mit einem Trakt auf den Standort der ehemaligen Synagoge und des Regierungsgebäudes hin, das seit 2004 Sitz der Polizeidirektion Osnabrück ist.

## Gedenken
Eine erste Gedenkanlage wurde am früheren Synagogenstandort 1949/1950 errichtet. 1978 wurden drei Gedenktafeln am Erweiterungsbau des Regierungsgebäudes an der Seite zur Alten-Synagogen-Straße angebracht. Sie bestehen aus einer Ansicht der Synagoge sowie zwei Inschrifttafeln in deutscher und hebräischer Sprache mit dem Text: „Zum Gedenken an die sinnlose Zerstörung am 9. Nov. 1938 des bis dahin an dieser Straße stehenden Gotteshauses der Jüdischen Gemeinde zu Osnabrück“. Ein Abschnitt der Rolandstraße wurde zeitgleich in „Alte-Synagogen-Straße“ umbenannt. Der Ort der Tafeln am „Gebäude der Täter“ wurde im Laufe der Jahre zunehmend kritisiert.
Im Jahr 2004 wurde das „Mahnmal Alte Synagoge“ auf den Grundmauern der ehemaligen jüdischen Schule errichtet, an dessen Bau sich mehr als 120 Berufsschüler und Auszubildende beteiligten.
Seit 2007 werden Stolpersteine in Osnabrück verlegt, die an die Opfer der Zeit des Nationalsozialismus erinnern. Zu den Geehrten gehören auch Angehörige der damaligen Jüdischen Gemeinde, so die für die jüdische Familie Silbermann vor deren Wohnhaus Neue Straße 20.

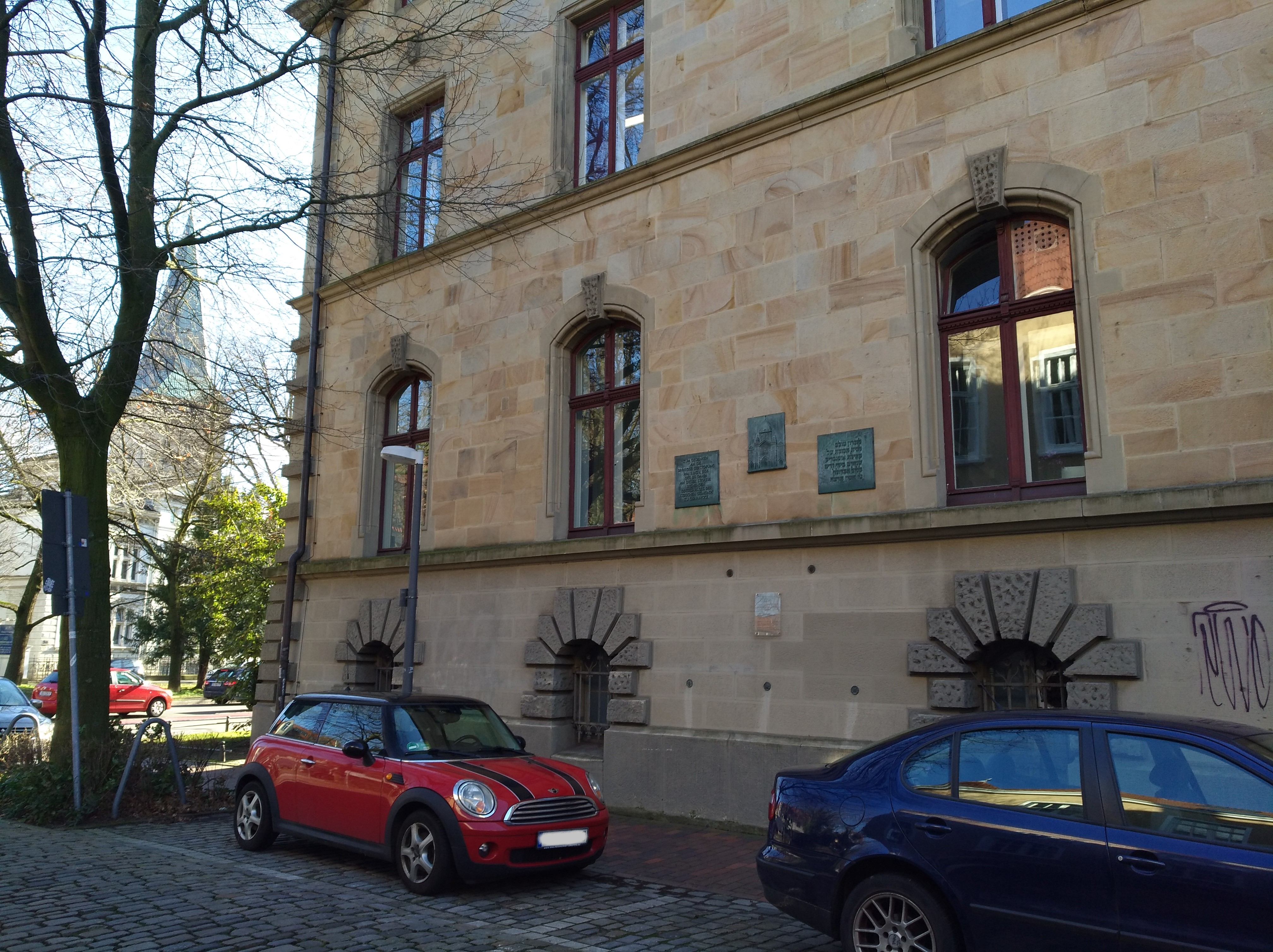
Gedenktafeln am Regierungsgebäude
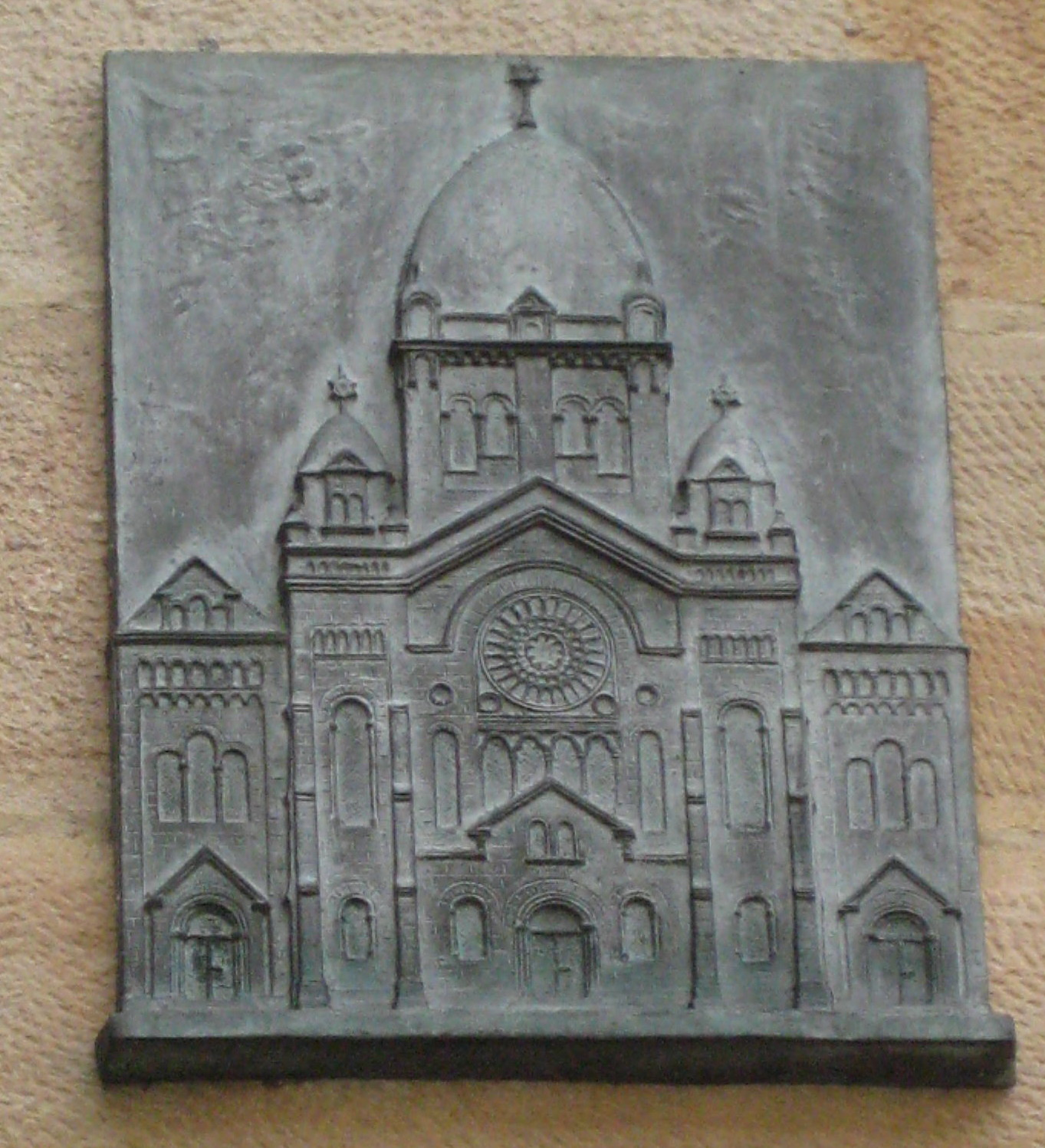
Gedenktafel von 1978
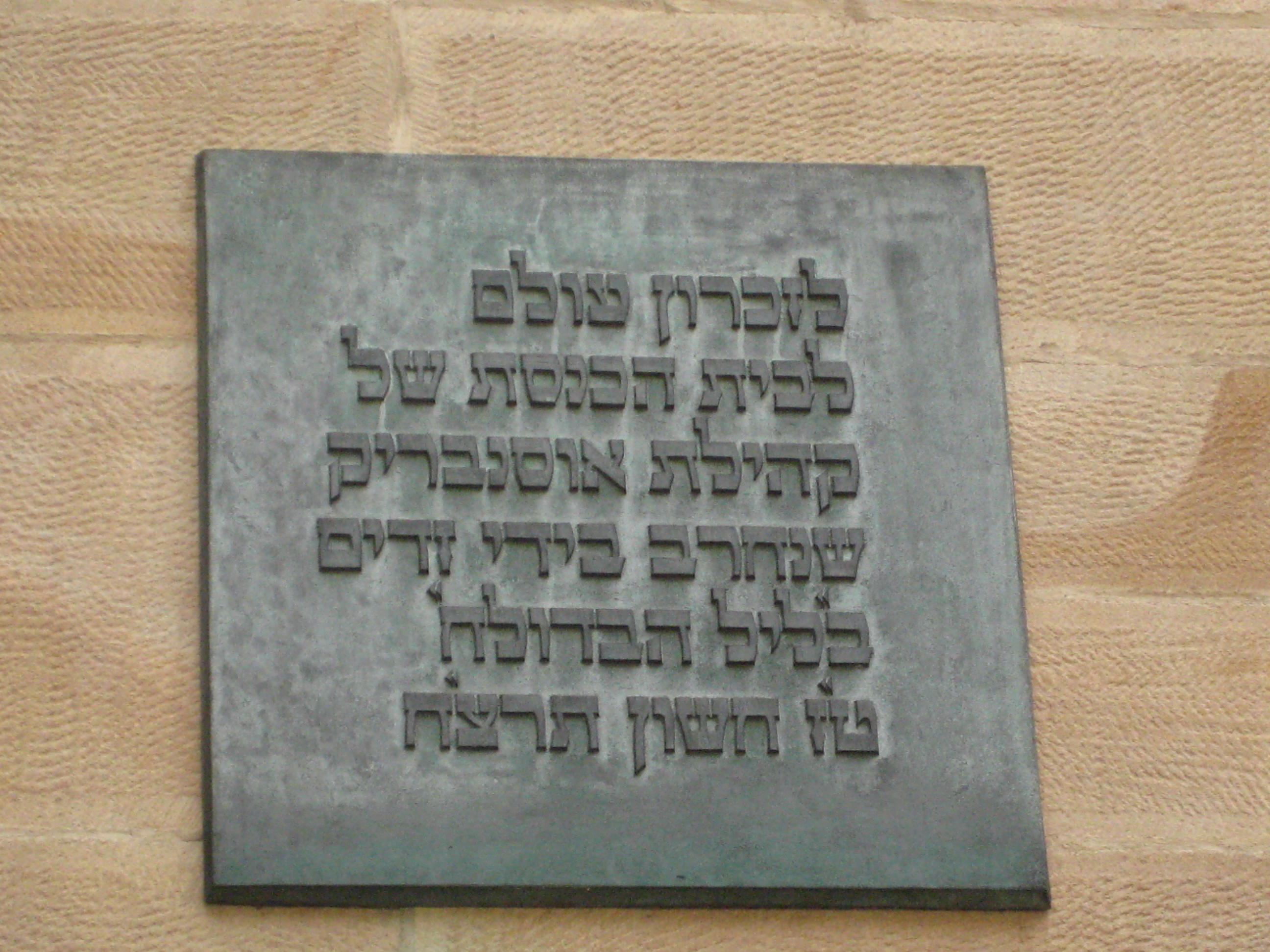
Gedenktafel mit hebräischer Inschrift
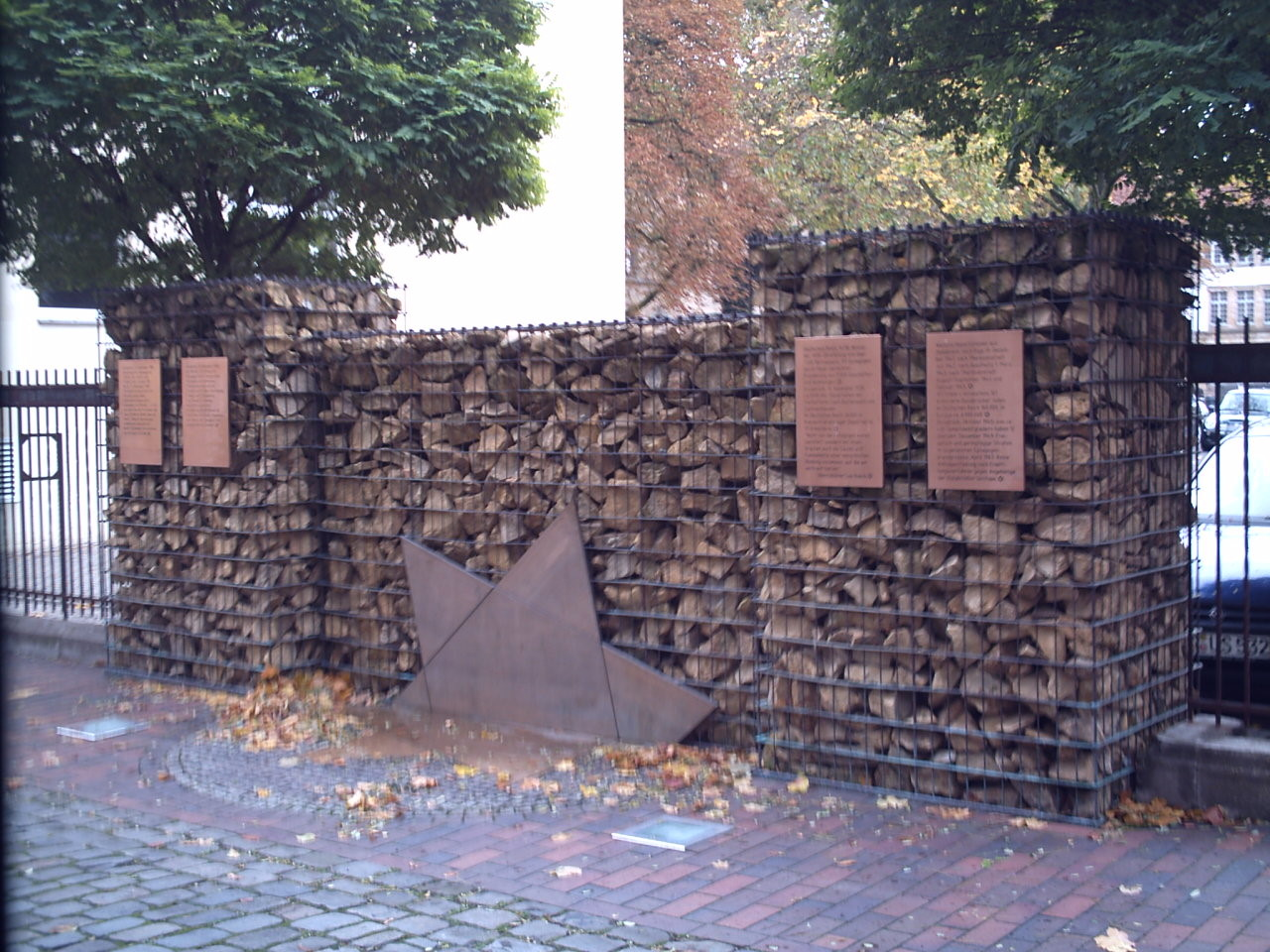
„Mahnmal Alte Synagoge“
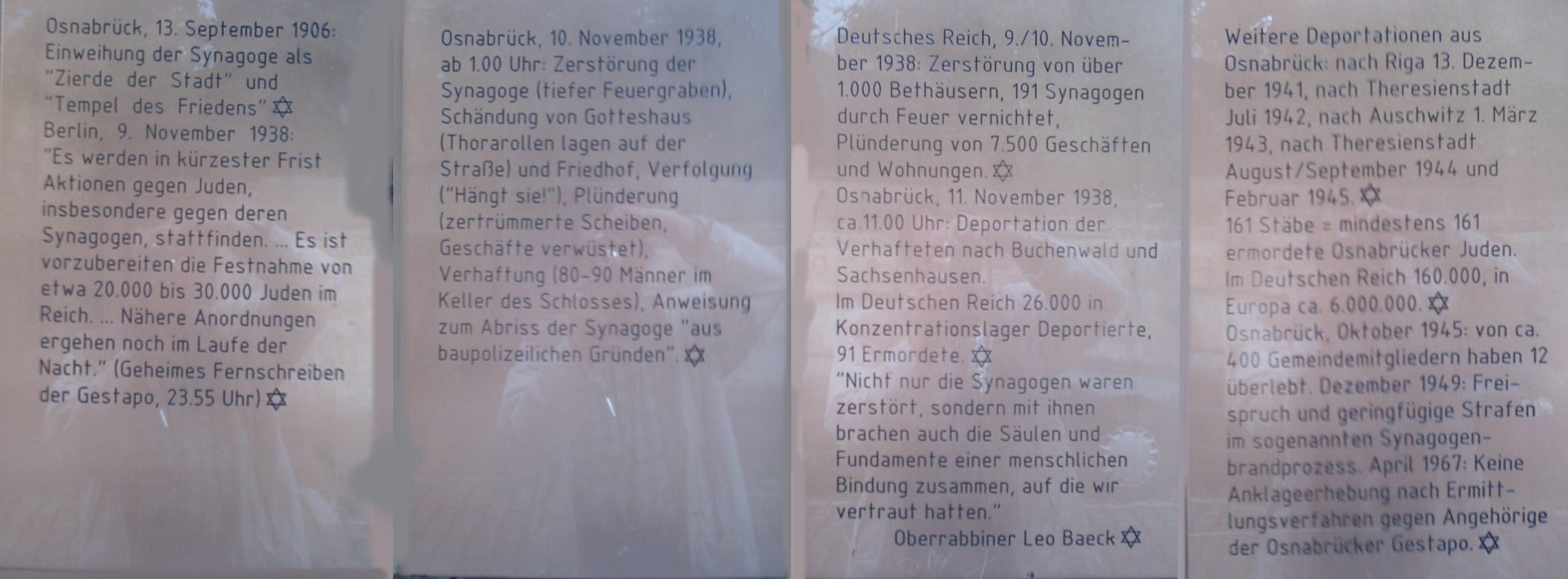
Gedenktafeln am Mahnmal
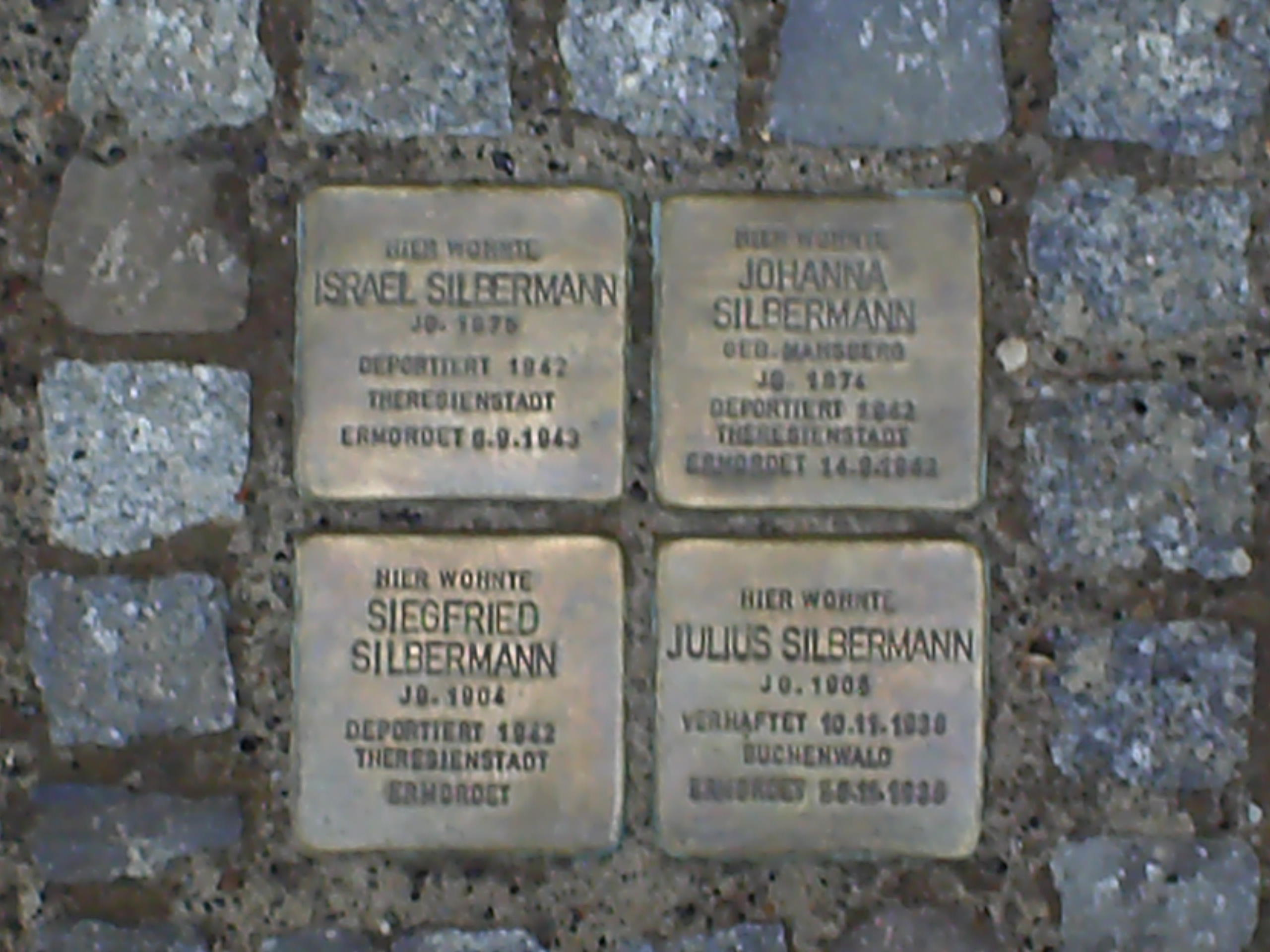
Stolpersteine in der Neuen Straße 20